# Nuevo Israel, Quintana Roo
Nuevo Israel är en ort i Mexiko.   Den ligger i kommunen Felipe Carrillo Puerto och delstaten Quintana Roo, i den östra delen av landet, 1 100 km öster om huvudstaden Mexico City. Nuevo Israel ligger 29 meter över havet och antalet invånare är 409.
Terrängen runt Nuevo Israel är mycket platt. Runt Nuevo Israel är det glesbefolkat, med 16 invånare per kvadratkilometer. Närmaste större samhälle är La Pantera, 12,8 km sydost om Nuevo Israel. I omgivningarna runt Nuevo Israel växer i huvudsak städsegrön lövskog.